# Tottenham Hotspur
Tottenham Hotspur (offiziell: Tottenham Hotspur Football Club; Aussprache [ˌtɒtnəm ˈhɒtspɜː(r)]) – auch oft unter der Kurzform Spurs bekannt – ist ein 1882 gegründeter Fußballverein aus dem Stadtteil Tottenham des Nordlondoner Bezirks Haringey.
Im Jahre 1961 war Tottenham der erste englische Verein im 20. Jahrhundert, der die Meisterschaft und den FA Cup in einer Saison gewann. 1963 gewann der Club außerdem als erste britische Mannschaft einen europäischen Vereinswettbewerb, den Europapokal der Pokalsieger, und 1972 die allererste Austragung des UEFA-Pokals. Weitere Erfolge im UEFA-Pokal bzw. der UEFA Europa League folgten 1984 und 2025.
Das Motto des Vereins ist Audere est Facere (lateinisch „Wagen ist tun“). Der Name „Hotspur“ (deutsche Entsprechung Heißsporn) bedeutet „ungestüme, unbesonnene Person“ und bezieht sich auf einen adeligen Militärführer aus dem Spätmittelalter.

## Geschichte

### 1882–1908 Gründerjahre und erster Triumph im Cup-Finale
Der Verein wurde 1882 von jungen Männern aus dem Cricket-Verein Hotspur und dem örtlichen Gymnasium gegründet, um sich über die Wintermonate, in denen kein Cricket gespielt wurde, fit zu halten. Ursprünglich war der Verein unter dem Namen Hotspur Football Club bekannt, der auf den im 14. Jahrhundert lebenden Sir Henry ‚Hotspur‘ Percy zurückzuführen ist. Der Legende nach soll das Treffen für die Namensfindung unter einer Straßenlaterne an der Ecke Park Lane und Tottenham High Road, wo sich die heutige Clubzentrale befindet, stattgefunden haben. Um sich von einem anderen Verein namens London Hotspur zu distanzieren, wurde 1884 der Verein in Tottenham Hotspur Football and Athletic Club umbenannt. Das offizielle Gründungsdatum wird mit dem 5. September 1882 angegeben, dem Tag, an dem die ersten Mitglieder registriert wurden. Die Mannschaft hat aber mindestens ein Spiel schon vor diesem Datum ausgetragen, das sie am 30. August gegen eine Elf namens The Radicals 2:0 verlor. 1887 traf Tottenham in einem Freundschaftsspiel zum ersten Male auf seinen späteren Stadtrivalen Arsenal. Das Spiel wurde beim Stande von 2:1 für die Spurs auf Ansinnen der Spieler von Woolwich Arsenal, die damals noch im Londoner Süden beheimatet waren, wegen einbrechender Dunkelheit 15 Minuten vor dem regulären Ende abgebrochen.
1888 zog der Verein von seinem ehemaligen Spielort für Heimspiele in den Sumpfgebieten des River Lea nach Northumberland Park, weil dort Eintrittsgeld verlangt werden konnte. Genau zu diesem Zeitpunkt wurde die Football League gegründet. Die Spurs aber spielten erst vier Jahre später Ligafußball und auch da nur auf Amateurbasis. 1895 lieh der Club seinem Spieler Ernie Payne Geld, um sich seine verlorenen Fußballstiefel wiederzubeschaffen. Diese Nachricht veranlasste den Fußball-Verband FA dazu, Tottenham wegen Profimachenschaften für zwei Wochen zu sperren. Wütend wurde deshalb der Entschluss gefasst, ab Weihnachten 1895 als nunmehr offizieller Proficlub in der Southern Football League zu spielen, wo regelmäßig bis zu 15.000 Zuschauer kamen. 1898 wurde Charles Roberts zum Präsidenten gewählt, was er bis 1943 bleiben sollte.
1899 zog der Verein erneut um, diesmal in seine heutige Heimspielstätte in der Nähe einer ehemaligen Gärtnerei an der High Road. Eine der Tribünen vom Northumberland Park wurde gleich mitgenommen. Das Eröffnungsspiel war ein 4:1-Sieg in einem Freundschaftsspiel gegen Notts County, mehr als doppelt so viele sahen das erste Pflichtspiel der Southern League Saison gegen die Queens Park Rangers. Im Laufe der Jahre wurde das Stadion nach einer angrenzenden Durchgangsstraße als White Hart Lane bekannt. Zur Saison 1899/1900 spielte man außerdem zum ersten Mal in Anlehnung an den damals sehr erfolgreichen Verein Preston North End in weißen Trikots und marineblauen Hosen.
Tottenham war einer der wesentlichen Profiteure langanhaltender Auseinandersetzungen innerhalb der Association Footballers’ Union, einem Vorgänger der heutigen Professional Footballers’ Association, indem die beiden Everton-Spieler John Cameron und John Bell verpflichtet wurden. Nicht zuletzt dank der neuen Stars sicherte man sich 1900 den Meistertitel in der Southern Football League und krönte 1901 die Entwicklung mit dem Gewinn des FA Cups als erstes Nichtmitglied der Football League seit deren Gründung im Jahr 1888. Vor dem FA-Cup-Finale 1901 wurden die Spurs als Vertreter aus dem Süden milde belächelt und gingen als krasser Außenseiter in die Partie gegen Sheffield United, den Meister von 1898 und FA-Cup-Sieger von 1899. Tottenham erspielte sich vor der Rekordkulisse von 110.000 Zuschauern im Crystal Palace ein 2:2-Unentschieden, wobei Sheffields zweites Tor sehr umstritten war, und gewann im zweiten Aufeinandertreffen 3:1 im Burnden Park zu Bolton. Dieser Sieg erschütterte den britischen Fußball bis ins Mark: Nicht nur, dass zum ersten Mal ein Verein, der nicht zur Football League gehörte, gewann, es war auch das erste Mal seit den Gründertagen der Football League, dass kein Club aus dem Norden oder den Midlands siegte, sondern einer aus dem belächelten Süden. Während der Feierlichkeiten waren weiße und blaue Schleifen an den Pokal gebunden – eine Tradition, die bis heute nicht nur in England überlebt hat.

### 1908–1915 Beitritt zur Football League und der harte Ligaalltag
Nachdem viele Londoner Rivalen wie Woolwich Arsenal, Chelsea, Fulham und Clapton Orient der Football League beigetreten waren und dadurch größere Zuschauerzahlen generieren konnten, war es an der White Hart Lane letztlich auch zu der Entscheidung gekommen, sich um die Aufnahme in den elitären Kreis zu bewerben. Der Antrag wurde zunächst abgelehnt. Weil Stoke aber verzichtete, wurden die Spurs dann doch zur Saison 1908/09 in die Football League aufgenommen.
Die Spurs wurden in die Second Division eingeteilt und schafften in ihrer ersten Football-League Saison Platz 2 in der Second Division, was den direkten Aufstieg in die First Division bedeutete. Im gleichen Jahr wurde an der White Hart Lane eine neue Westtribüne gebaut, die 1910 mit dem Vereinssymbol, der Figur eines Hahns, der auf einem Fußball steht, gekrönt wurde. Bald musste man aber an der White Hart Lane erfahren, dass das Niveau in der höchsten Spielklasse sehr hoch war. Bis zur Unterbrechung des Spielbetriebs zum Ende der Saison 1914/15 aufgrund des Ersten Weltkriegs kämpften sie ständig gegen den Abstieg. Die Saison 1914/15 schlossen sie auf dem letzten Tabellenplatz ab. Zu allem Überfluss siedelte auch noch der F.C. Arsenal, damals als The Arsenal bekannt, vor der Saison 1913/14 von Plumstead im Süden Londons in den Londoner Norden nach Islington um. Somit war den Spurs über Nacht ein ernstzunehmender Konkurrent um die Gunst der Nord-Londoner Zuschauer in der direkten Nachbarschaft entstanden.

### 1919–1939
Zur Wiederaufnahme des Spielbetriebs zur Saison 1919/20 stockte die Football League die First Division um zwei Vereine von 20 auf 22 auf. Die zusätzlichen Startplätze wurden an den FC Chelsea – welcher als 19. der Saison 1914/15 eigentlich mit Tottenham abgestiegen wäre – und an den FC Arsenal vergeben. Arsenal wurde vor dem Krieg eigentlich nur 5. in der Second Division, weswegen die Entscheidung der Football League kontroverse Diskussionen hervorrief und die bis heute anhaltende Rivalität zwischen den Spurs und den Gunners zementierte. Diese speist sich hauptsächlich aus dem Umstand, dass der Umzug von Arsenal aus dem ärmeren Woolwich im Süden Londons in den wohlhabenderen Norden im Jahre 1913 von den Spurs als Wilderei betrachtet wurde. Zu dieser Zeit stellten die Ticketeinnahmen die Haupteinnahmequelle der Profiteams dar. Ein weiteres Team im Einzugsgebiet war daher Gift für die Einnahmen und zuweilen eine veritable Existenzbedrohung.
In der Saison 1920/21 wurde Tottenham Meister der Second Division und gewann zudem am 23. April 1921 durch einen 1:0-Sieg gegen die Wolverhampton Wanderers zum zweiten Mal in der Vereinsgeschichte den FA Cup. Belegte man in der Saison 1921/22 noch hinter Liverpool den 2. Platz der First Division, folgten bis zum Beginn des Zweiten Weltkriegs harte Jahre. So stieg man 1928 auch wieder in die Second Division ab.

### 1945–1976
Nach dem Krieg erreichte der Fußball in England einen enormen Beliebtheitsgrad. Unter ihrem neuen Manager Arthur Rowe pflegten die Spurs ab 1949 als erste Mannschaft überhaupt den Doppelpass als spielerische Variante. Dank der neuen taktischen Mittel und Spielern wie Alf Ramsey, Ted Ditchburn, Bill Nicholson, Eddie Baily, Ron Burgess, Len Duquemin und Sonny Walters schaffte man zunächst den Aufstieg in die First Division und konnte sich in der Saison 1950/51 zum ersten Mal den Meistertitel der Football League holen.
Bill Nicholson fing 1936 als Lehrling im Verein an und führte in den kommenden 68 Jahren bis zu seinem Tod im Jahr 2004 alle nur erdenklichen Ämter bis hin zum Vereinspräsidenten aus. Bei seinem ersten Spiel als Tottenham-Manager am 10. Oktober 1958 gewannen die Spurs 10:4 gegen Everton, was damals Vereinsrekord war. In den Folgejahren führte er sein Team mit Spielern wie Danny Blanchflower, John White, Dave Mackay, Cliff Jones und Jimmy Greaves zu mehreren Titeln. In der Saison 1960/61 schaffte es die Mannschaft als erste im 20. Jahrhundert, das so genannte Double – bestehend aus Meisterschaft und Gewinn des FA Cups – zu erreichen. 1962 drang man bis ins Halbfinale des Europapokals der Landesmeister vor. 1963 holten die Spurs den Europapokal der Pokalsieger. Das 5:1 im Finale gegen Atlético Madrid war dabei der höchste Endspiel-Sieg in der Geschichte dieses Wettbewerbs.
Nach 1964 löste sich die erfolgreiche Formation um die bekannten Stars jedoch auf, und Nicholson baute ein neues Team um Spieler wie Alan Gilzean, Mike England, Alan Mullery, Terry Venables, Joe Kinnear und Cyril Knowles auf, welches 1967 Chelsea im FA-Cup-Finale schlug und Dritter der Liga wurde.
Nicholson konnte zwei weitere Ligapokaltitel (1971 und 1973) sowie 1972 einen UEFA-Pokal erringen, bevor er zu Beginn der Saison 1974/75 aufgrund eines schlechten Ligastarts als Manager zurücktrat. Als weiteren Grund führte er Ausschreitungen von Anhängern der Spurs bei der UEFA-Pokal-Finalniederlage im Jahr 1974 gegen Feyenoord Rotterdam an.
Er hatte mit acht Titeln in 16 Jahren Tottenham die erfolgreichste Zeit der Vereinsgeschichte beschert und wünschte sich als Nachfolger ein Trainerduo bestehend aus Johnny Gils und Danny Blanchflower. Der Aufsichtsrat entschied sich jedoch gegen diesen Vorschlag und machte den ehemaligen Arsenal-Spieler Terry Neill zum neuen Manager. Dieser konnte am Ende der Saison den Abstieg nur knapp verhindern. Neill wurde von den Fans nie wirklich akzeptiert und verließ deshalb den Club schon wieder im Jahr 1976. Als Nachfolger wurde sein bisheriger Assistent Keith Burkinshaw gewählt.

### 1977–1991
Nach 27 Jahren Erstligafußball stiegen die Spurs am Ende der Saison 1976/77 wieder in die Second Division ab. Wenig später verkaufte man den Stammtorwart und nordirischen Nationalspieler Pat Jennings an den FC Arsenal, was bei den Fans für große Proteste sorgte und sich noch als katastrophaler Transfer herausstellen sollte, da es bis 1981 dauerte, ehe man mit Ray Clemence einen ebenbürtigen Nachfolger fand.
Trotz des Abstiegs und der schlechten Transferpolitik hielt man an Burkinshaw fest und konnte bereits in der Folgesaison wieder aufsteigen. Im Sommer 1978 schockte Burkinshaw die Fußballwelt mit der Verpflichtung der argentinischen WM-Stars Osvaldo Ardiles und Ricardo Villa, deren Transfers ein Novum im englischen Fußball waren. Dennoch sollte es einige Zeit dauern, bis man aus guten Einzelspielern ein starkes Team formen konnte.
Erst 1981 holte Burkinshaw mit seinem Team den ersten Titel. Mit einem 3:2-Sieg im Wiederholungsspiel gegen Manchester City sicherte man sich nach 14 Jahren erneut den FA Cup. Diesen Triumph wiederholte man ein Jahr später im Finale gegen die Queens Park Rangers. In dieser Saison waren für Tottenham vier Titel in greifbarer Nähe. An Ostern hatte man die Möglichkeit, in der Liga an Liverpool vorbeizuziehen, spielte jedoch schlecht und wurde am Ende der Saison nur Vierter. Im Finale des Ligapokals war man nur drei Minuten vom Triumph entfernt, ehe Liverpool den Ausgleich und in der Verlängerung schließlich den Sieg schaffte. Im Europapokal der Pokalsieger kam man im Halbfinale gegen den FC Barcelona nach einer 0:1-Hinspielniederlage zu Hause nicht mehr über ein 1:1 hinaus. So konnte man eine grundlegend erfolgreiche Saison nur mit dem Gewinn des FA Cups abschließen. Der Erfolg dieser Zeit basierte auf Spielern wie Steve Archibald, Garth Crooks, Glenn Hoddle, Osvaldo Ardiles und Steve Perryman, welcher in 17 Spielzeiten insgesamt 655 Spiele für die Spurs machte.
In der Saison 1983/84 errang man erneut den Sieg im UEFA-Pokal. Dieser Erfolg wurde jedoch von einer Ankündigung Burkinshaws einige Wochen zuvor überschattet, welcher bekanntgab, am Ende der Saison zurückzutreten. Dass man den zweiten Erfolgsmanager nach Nicholson ziehen ließ, wird bis heute als Wendepunkt in der Vereinshistorie angesehen. Aufgrund dieser erfolgreichen Zeit wird Tottenham heute immer noch zu den Topvereinen Englands gezählt und von den eigenen Fans als zum Erfolg verpflichtet gehandelt.
Zunächst wollte man den damals mit Aberdeen erfolgreichen Alex Ferguson verpflichten, entschied sich dann jedoch für Burkinshaws Assistenten Peter Shreeves.
1982 wurde der Verein vom in Monte Carlo lebenden Immobilienmagnat Irving Scholar gekauft, welcher Tottenham zunächst finanziell stabilisieren musste, nachdem man durch den Bau der neuen West Stand beinahe bankrott war. Peter Shreeves blieb nur zwei Spielzeiten und konnte 1984/85 das Team auf Platz 3 der Liga führen, nachdem man mit einer Heimniederlagenserie um Ostern herum jegliche Titelchance verspielt hatte.
Als Nachfolger für Shreeves verpflichtete man den damaligen Manager von Luton Town, David Pleat. In der Saison 1986/87 hatte man mit einem 5-Man-Mittelfeld (Hoddle, Ardiles, Hodge, Allen, Waddle) und Stoßstürmer Clive Allen ähnlich wie 1982/83 gute Aussichten auf mehrere Titel. Nachdem man jedoch seine Chance auf die Meisterschaft vergab, im Halbfinale des League Cups dem FC Arsenal unterlag und das Finale des FA Cups mit 2:3 gegen Coventry City verlor, stand man am Ende einer erfolgreichen Saison erneut vor einem ernüchternden Resultat.
Im Oktober 1987 trat Pleat aufgrund von Diskussionen über sein Privatleben zurück. Sein Nachfolger im Manager-Amt wurde der ehemalige Spurs-Spieler Terry Venables, welcher den Verein nach zwei erfolgreichen Saisons in der Football League First Division 1989/90 auf den 3. Platz der Liga führte und den FA Cup 1990/91 holen konnte. Dieser erneute Erfolg war vor allem den beiden englischen Nationalspielern Paul Gascoigne und Gary Lineker zu verdanken.

### 1992 bis heute
1990 ging Scholar aufgrund einer Krise im Immobilienmarkt pleite. Manager Venables entschied sich, zusammen mit dem Geschäftsmann Alan Sugar die Aktiengesellschaft Tottenham Hotspur zu übernehmen und die ausstehenden Schulden in Höhe von 20 Millionen Pfund, welche zum Großteil durch den Verkauf von Gascoigne bezahlt werden konnten, zu tilgen. Venables wurde Vorstandsvorsitzender und Ex-Manager Shreeves übernahm wieder das Trainer-Amt. Shreeves zweite Amtszeit dauerte jedoch nur eine Saison, bevor er vom Duo Ray Clemence und Doug Livermore abgelöst wurde. Tottenham schloss die erste Saison in der neu gegründeten Premier League auf dem 8. Platz ab. Terry Venables wurde nach einem Disput mit Sugar aus der Chefetage entfernt.
1993 wurde Osvaldo Ardiles neuer Manager der Spurs. Ardiles Amtszeit war durch die Famous Five geprägt: Teddy Sheringham und Jürgen Klinsmann als Stürmerduo, Nick Barmby hinter den Spitzen, Darren Anderton auf Rechts und Ilie Dumitrescu auf Links. Vor allem Klinsmann wurde aufgrund seiner vielen Tore schnell zum Publikumsliebling. Trotz der teuren Neueinkäufe stellte sich der Erfolg nicht ein und man beendete die Saison 1993/94 auf einem enttäuschenden 15. Platz, sodass Ardiles bereits im September 1994 wieder entlassen wurde.
1994 wurden die Spurs außerdem wegen illegaler Zahlungen an Spieler zu einer der härtesten Strafen in der Geschichte des englischen Fußballs verurteilt: Zwölf Punkte Abzug in der Liga, ein einjähriger Ausschluss vom FA Cup und 600.000 Pfund Geldstrafe. Nach einem Protest von Alan Sugar wurden der Punktabzug und das Startverbot im Pokal jedoch zurückgezogen.
Nach Ardiles’ Entlassung wurde Gerry Francis als Nachfolger bestimmt. Auch Francis konnte die Spurs nicht zu alten Erfolgen führen. Zumindest gelangen in der Saison 1994/95 der Einzug ins FA-Cup-Halbfinale, Platz 7 in der Liga und die Qualifikation zum UEFA Intertoto Cup. In den Spielzeiten 1995/96 und 1996/97 flachten die Leistungen jedoch wieder ab und man wurde Achter bzw. Zehnter. Nach dem Scheitern von Vertragsgesprächen mit Teddy Sheringham und dessen Wechsel zu Manchester United stand man im November 1997 auf dem vorletzten Platz der Liga und in akuter Abstiegsnot, weswegen Francis entlassen wurde.
Man verpflichtete den Schweizer Christian Gross, welcher mit den Grasshoppers Zürich Schweizer Meister geworden war. Seine Entscheidung, Jürgen Klinsmann zurückzuholen, galt als entscheidender Faktor für den Erhalt der Klasse. Tottenham belegte hierbei den 14. Platz.
Zur Saison 1998/99 verpflichtete man George Graham als neuen Manager, was bei den Fans aufgrund seiner engen Verbindung mit Arsenal auf harte Kritik stieß. Dennoch bescherte er den Spurs in seiner ersten Saison als Manager einen gesicherten elften Platz in der Liga sowie den League Cup und die damit verbundene Teilnahme am UEFA-Pokal. Dort scheiterte Tottenham jedoch bereits in Runde 2 am 1. FC Kaiserslautern. Nachdem die Saison 1999/2000 erneut erfolglos geblieben war, verlor Alan Sugar die Lust am Verein und verkaufte 2001 an die von Daniel Levy geleitete Aktiengesellschaft ENIC Sports. Die Saison 2000/01 wurde auf Platz 12 beendet.
Im April 2001 stellte man Glenn Hoddle als neuen Manager vor. Im Sommer verlor man Abwehrchef und Kapitän Sol Campbell an Arsenal. Da Hoddle nur wenig finanzielle Möglichkeiten hatte, setzte er vor allem auf erfahrene Spieler wie Teddy Sheringham, Gustavo Poyet und Christian Ziege. Die Saison 2001/02 konnte man als Neunter beenden. Trotzdem blieb Hoddle nach einer League Cup-Finalniederlage gegen die Blackburn Rovers unter Druck und verpflichtete trotz der schwierigen finanziellen Situation für 7 Millionen Pfund Robbie Keane von Leeds United. In die Saison 2002/03 startete man gut und lag auf UEFA-Pokal-Kurs, holte jedoch nur 7 Punkte aus den letzten 10 Spielen und wurde somit wieder nur Neunter. Nachdem verschiedene Spieler öffentlich Hoddles Teamführung kritisiert hatten, wurde er nach sechs Spielen der Saison 2003/04 entlassen. Als Interimstrainer fungierte Ex-Spurs-Manager David Pleat, unter dem Tottenham mit Platz 14 den erneuten Klassenerhalt schaffte.
Im Mai 2004 verpflichtete man den französischen Nationaltrainer Jacques Santini als Manager, Martin Jol als seinen Assistenten und Frank Arnesen als sportlichen Leiter. Santini verließ den Verein aber unter ominösen Umständen nach 13 Spielen; Jol wurde sein Nachfolger. Unter dem Niederländer machte das Team schnell Fortschritte, weswegen Jol zum Publikumsliebling wurde. Nach dem Weggang von Frank Arnesen zum FC Chelsea verpflichtete man Damien Comolli als neuen sportlichen Leiter. Die Saison 2004/05 wurde auf Platz 9 beendet.
In der Saison 2005/06 lagen die Spurs insgesamt sechs Monate auf einem Champions-League-Platz, ehe man am Ende doch Fünfter wurde und sich mit dem UEFA-Pokal zufriedengeben musste.

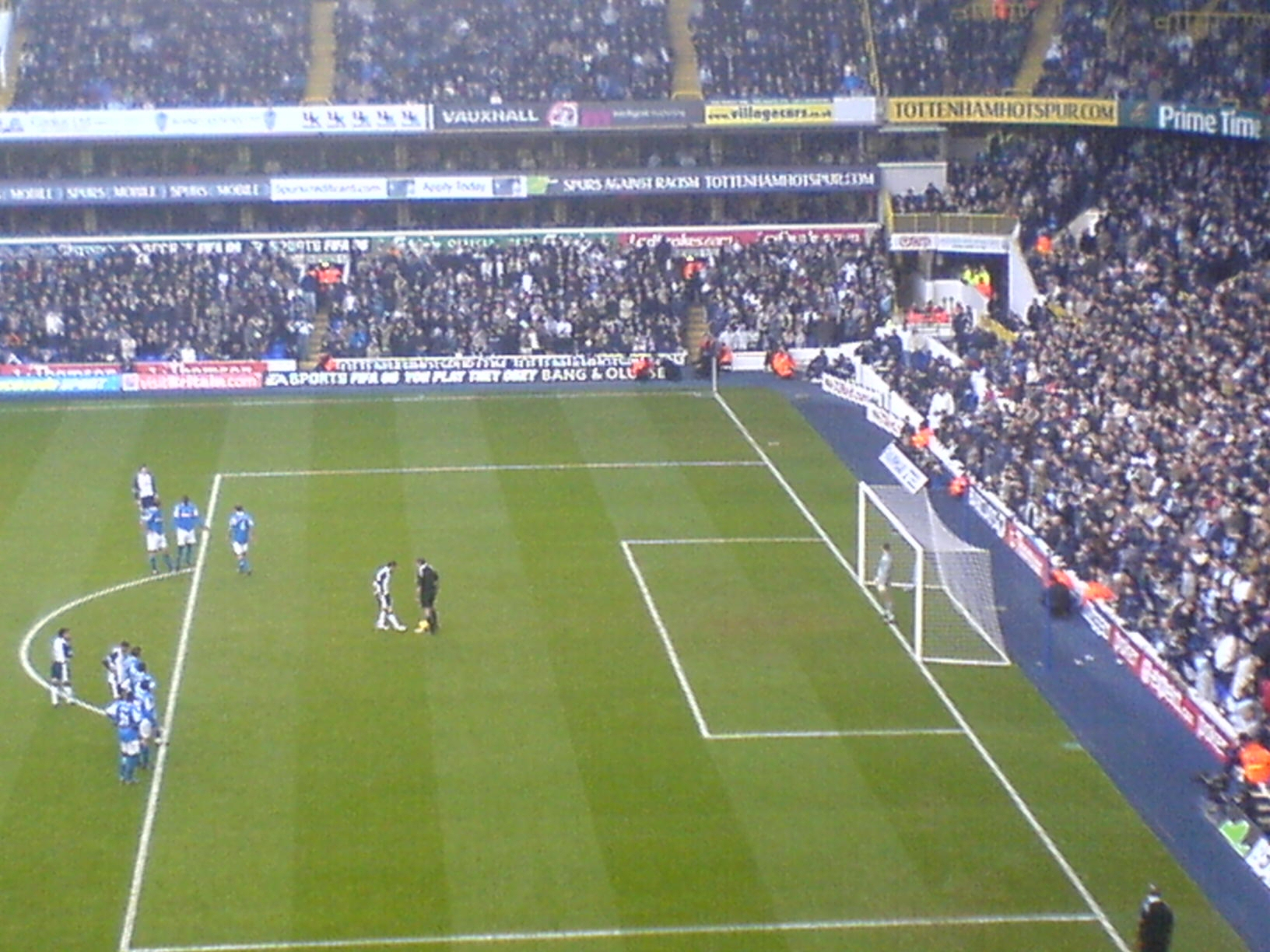
Robbie Keane in Vorbereitung eines Strafstoßes gegen Birmingham City im Dezember 2006

In der UEFA-Pokal-Saison 2006/07 sollten die Spurs in der 3. Runde auf den niederländischen Vertreter Feyenoord Rotterdam treffen. Da dieser jedoch von der Europäischen Fußball-Union wegen Ausschreitungen im Stadion beim französischen Erstligisten AS Nancy disqualifiziert wurde, erreichte Tottenham die Runde der letzten 16 kampflos. Im Viertelfinale schied man jedoch gegen den späteren Sieger FC Sevilla aus. In der Premier League erreichte Tottenham erneut Platz 5 und qualifizierte sich so auch für die nächste Ausgabe des UEFA-Pokals.
Nach einem schlechten Saisonstart 2007/08 mit nur einem Sieg aus zehn Ligaspielen und Tabellenplatz 18 trat Jol am 25. Oktober 2007 zurück. Sein Nachfolger wurde der Spanier Juande Ramos, unter dem man im Februar 2008 den Ligapokal durch einen 2:1-Finalsieg gegen den Stadtrivalen FC Chelsea holte. Es war der vierte gewonnene Ligapokal und bis heute die letzte Trophäe überhaupt für den Verein. Die Liga wurde auf dem elften Platz beendet.
Ramos wurde am 26. Oktober 2008 entlassen, nachdem er aus acht Spielen nur zwei Punkte errungen hatte. Sein Nachfolger wurde Harry Redknapp, der für eine Ablösesumme von 6,3 Millionen Euro vom Portsmouth FC verpflichtet wurde. In der Saison 2008/09 wurde man Achter und verpasste damit knapp die Qualifikation für den Europapokal. Zudem scheiterte die Titelverteidigung im League Cup im Finale, das man im Elfmeterschießen gegen Manchester United verlor. Dafür wurde in der Saison 2009/10 der vierte Platz erreicht, was der damals besten Platzierung in der Premier League entsprach. Somit durfte Tottenham erstmals an der Qualifikation zur UEFA Champions League mitwirken. Nach einer 2:3-Hinspielniederlage gegen den BSC Young Boys schaffte man im Rückspiel mit einem 4:0 die Qualifikation. Tottenham konnte sich in Gruppe A gegen Inter Mailand, Twente Enschede und Werder Bremen als Gruppensieger durchsetzen und traf im Achtelfinale auf Inters Stadtrivalen AC Mailand. Im Hinspiel siegte man im San Siro 1:0, anschließend spielte man 0:0. Im Viertelfinale unterlag man jedoch mit einem Gesamtscore von 0:5 Real Madrid. Tottenham blieb auch in der Liga stark und erreichte den fünften Platz.
Die erstmalige Qualifikation zur UEFA Europa League gelang über einen 5:0-Auswärtssieg über Heart of Midlothian, gegen das man im Rückspiel 0:0 spielte. Obwohl man in Gruppe A gegen PAOK Thessaloniki, Rubin Kasan und die Shamrock Rovers die formell für den Aufstieg ausreichenden 10 Punkte erreichte, belegten die Spurs nur Platz 3 und waren damit ausgeschieden.
Unter Redknapps Ägide bestritt der im Juni 2011 von Aston Villa zu den Spurs gewechselte Torhüter Brad Friedel am 21. April 2012 sein 300. Premier-League-Spiel in ununterbrochener Reihenfolge, 133 Begegnungen mehr als der vorherige Rekordhalter David James. Nach vier Jahren wurde Redknapp im Juni 2012 von seinen Aufgaben entbunden, da eine Vertragsverlängerung nicht zustande kam.
Im Juli 2012 verpflichtete Tottenham den ehemaligen Trainer des Stadtrivalen FC Chelsea, André Villas-Boas. Er unterschrieb einen Vertrag mit Laufzeit über drei Jahre bis zum 30. Juni 2015. In seiner ersten Saison 2012/13 holten die Spurs den Klubrekord mit 72 Punkten, beendeten die Saison trotzdem jedoch nur auf dem fünften Platz – zu wenig für einen Verein, der seit Jahren die Champions League anstrebte. Da der sechstplatzierte FC Chelsea als Titelverteidiger automatisch für die Gruppenphase der UEFA Champions League 2012/13 gesetzt war, genügte der in der Saison 2011/12 erspielte 4. Tabellenplatz in der Premier League am Ende nicht, um die Qualifikation zur Königsklasse zu erreichen. Stattdessen konnte man sich in der Europa League als Tabellenzweiter hinter Lazio Rom und vor Panathinaikos Athen und NK Maribor für das Sechzehntelfinale qualifizieren. Dort traf das Team auf Olympique Lyon. Ein 2:1-Heimerfolg und ein 1:1 in Lyon bedeuteten den Achtelfinaleinzug, in dem dramatisch nach einem 3:0-Heimerfolg gegen Inter Mailand im Rückspiel erst die Verlängerung die Entscheidung brachte. Die Spurs zogen mit einem 4:1 dank der Auswärtstorregel weiter. Im Viertelfinale trafen sie auf den FC Basel, gegen den man im Hinspiel 2:2 und im Rückspiel ebenfalls 2:2 spielte und dann im Elfmeterschießen 1:4 verlor und somit aus der Europa League ausschied. In der nächsten Ausgabe des Wettbewerbs qualifizierte sich Tottenham mit einem Gesamtscore von 8:0 gegen Dinamo Tiflis für die Gruppenphase. In Gruppe K holten die Spurs gegen Anschi Machatschkala, Sheriff Tiraspol und Tromsø alle 18 Punkte und stiegen ins Sechzehntelfinale auf. Dort traf man auf den FK Dnipro und verlor das Hinspiel mit 0:1. Mit einem 3:1-Sieg im Rückspiel erreichte Tottenham das Achtelfinale, wo man Benfica Lissabon begegnete. Nach einer 1:3-Heimniederlage schied man mit einem 2:2 im Rückspiel aus. Am 16. Dezember 2013 endete das Engagement von Villas-Boas bei Tottenham in gegenseitigem Einvernehmen. Die Saison 2013/14 beendete man schlussendlich auf Tabellenplatz 6.

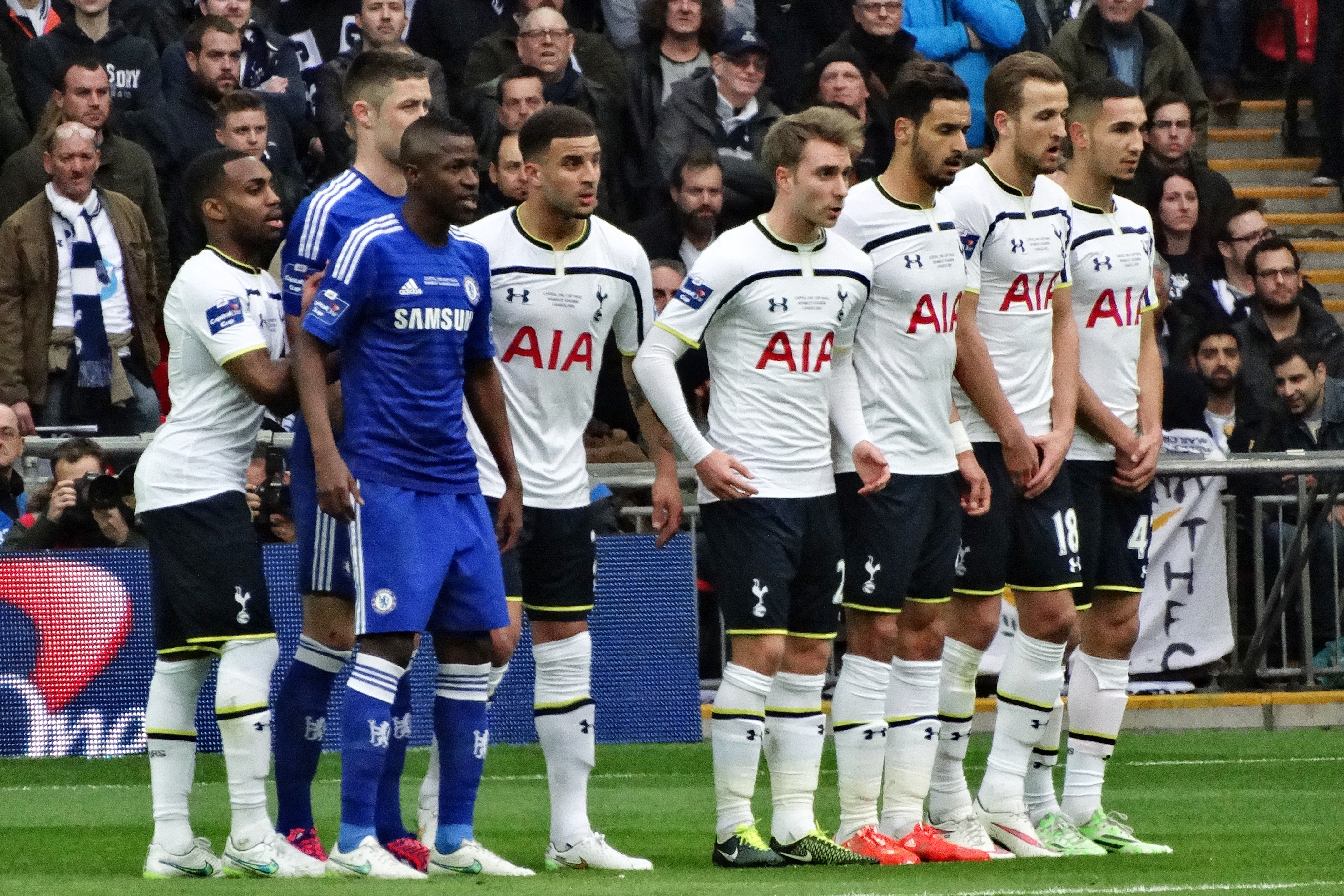
Spielszene beim Finale im League Cup gegen den FC Chelsea im März 2015

Als Nachfolger wurde im Mai 2014 Mauricio Pochettino verpflichtet, der von Southampton kam und einen Vertrag über 5 Jahre unterschrieb. In seiner ersten Saison 2014/15 führte er den Verein zu einem fünften Tabellenplatz. In der UEFA Europa League 2014/15 erreichte Tottenham zum dritten Mal in Folge die K.O.-Runde, schied hier aber im Sechzehntelfinale gegen den AC Florenz aus. Im League Cup 2014/15 konnte Tottenham bis ins Finale vorstoßen, unterlag hier aber dem FC Chelsea mit 2:0. Im Sommer 2015 wechselte Heung-Min Son von Bayer 04 Leverkusen zu den Spurs. Hier sollte sich Son in den nächsten Jahren zu einem wichtigen Leistungsträger entwickeln.
Die Premier League 2015/16 beendete Tottenham als Tabellendritter. Harry Kane wurde dabei mit 25 Toren Torschützenkönig der Liga. Als Tabellendritter war der Verein direkt für die Champions League qualifiziert. In der UEFA Europa League 2015/16 unterlag Tottenham im Achtelfinale Borussia Dortmund.
Ein Jahr später konnte Tottenham mit einem neuen Klubrekord von 86 Punkten die Premier League 2016/17 sogar als Tabellenzweiter beenden, was bis heute der besten Platzierung entspricht. Harry Kane wurde mit 29 Toren zum zweiten Mal in Folge Torschützenkönig. In der UEFA Champions League 2016/17 erreichte die Mannschaft jedoch in der Gruppenphase nur einen dritten Platz und spielte somit im Sechzehntelfinale der UEFA Europa League 2016/17 weiter, wo man KAA Gent unterlag.

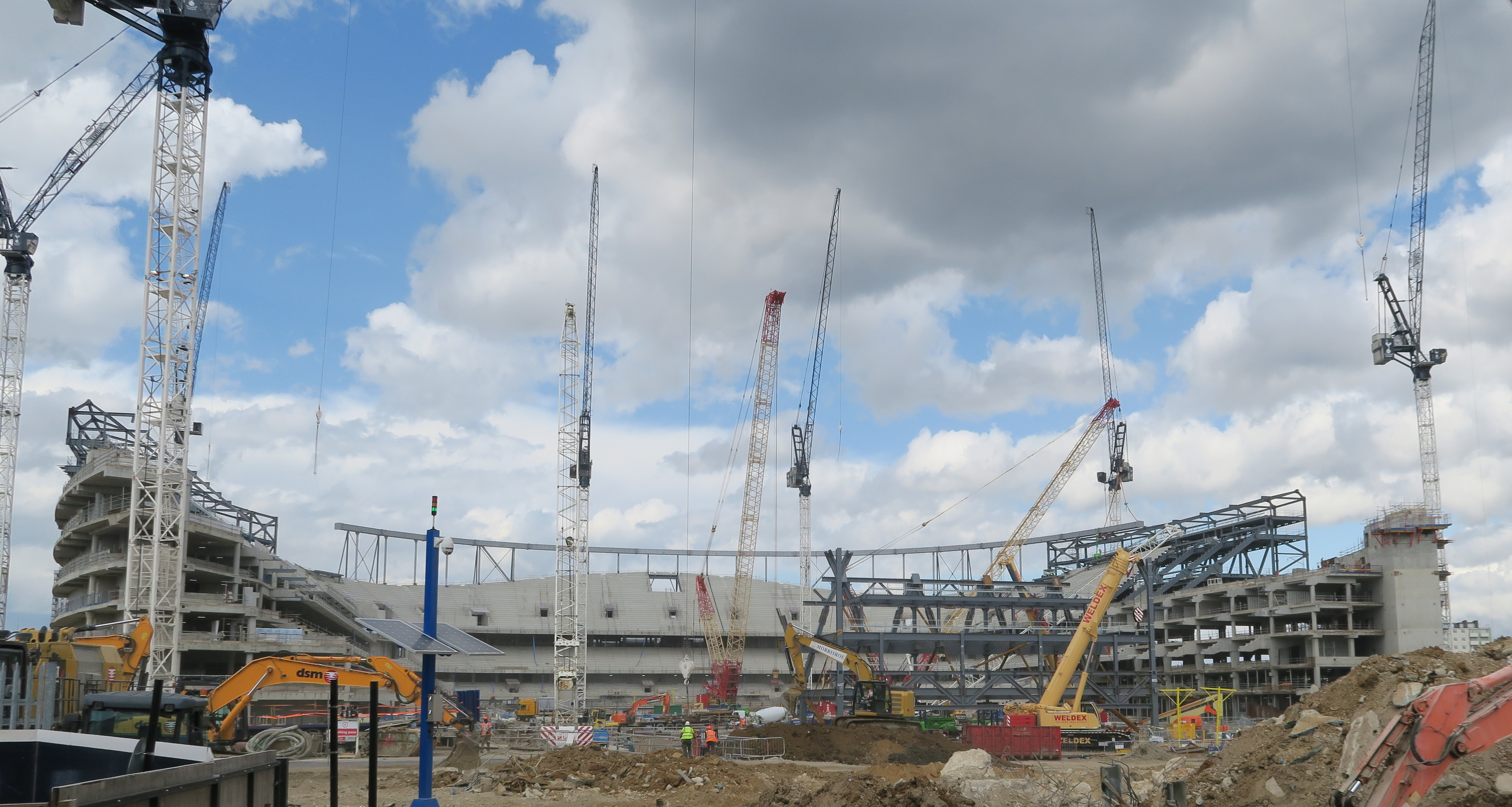
Die Baustelle des Tottenham Hotspur Stadium im August 2017

In der Premier League 2017/18 erreichte der Verein als Dritter erneut die direkte Qualifikation für die europäische Königsklasse. Die UEFA Champions League 2017/18 startete für den Verein hoffnungsvoll. In der Gruppenphase wurde man nach 5 Siegen und einem Unentschieden Gruppenerster vor Real Madrid, Borussia Dortmund und APOEL Nikosia. In der K.-o.-Phase schied die Mannschaft jedoch im Achtelfinale knapp gegen Juventus Turin aus. Im FA Cup konnte man zwischenzeitlich das Halbfinale erreichen, das man aber mit 1:2 gegen Manchester United verlor.
Als Tabellenvierter war Tottenham auch nach der Premier League 2018/19 wieder direkt für die Champions League qualifiziert. Hier konnte Tottenham in der UEFA Champions League 2018/19 als Gruppenzweiter nach Siegen im Achtelfinale über Borussia Dortmund, im Viertelfinale über Manchester City und im Halbfinale über Ajax Amsterdam bis ins Finale vordringen. Das rein englische Endspiel gegen den FC Liverpool ging jedoch mit 0:2 verloren.
Die Saison 2019/20 startete schwierig für die Spurs. Bis November hatte man von den letzten zehn Pflichtspielen nur drei gewonnen, stand mit 14 Punkten auf Rang 14 und war auch bei noch zwei ausstehenden Partien in der Champions League noch nicht sicher für die Finalrunde qualifiziert. Der Verein trennte sich deshalb Ende November vom Trainer Mauricio Pochettino. Als Nachfolger wurde José Mourinho von Manchester United verpflichtet, er erhielt einen Vertrag bis Sommer 2023. Mourinho konnte die Mannschaft zum Saisonende noch auf Platz 6 führen und sicherte dem Team so die Europa-League-Qualifikation für die nächste Saison. In der UEFA Champions League 2019/20 schied man jedoch im Achtelfinale gegen RB Leipzig aus, im FA Cup scheiterte die Mannschaft ebenfalls im Achtelfinale gegen Norwich City. In der Europa League überstand Tottenham als Sieger der Gruppe J Royal Antwerpen, den LASK und Ludogorez Rasgrad. Nachdem man sich im Sechzehntelfinale gegen den Wolfsberger AC durchsetzte, traf man im Achtelfinale auf Dinamo Zagreb. Das Hinspiel wurde mit 2:0 gewonnen, jedoch das Rückspiel mit 0:2 verloren. In der Verlängerung kassierte man schlussendlich noch das 0:3 und schied aus. Mourinho und sein Stab wurden am 19. April 2021 auf zu diesem Zeitpunkt Platz 7 in der Liga entlassen, trotz der Qualifikation für das sechs Tage nach der Entlassung stattfindende League-Cup-Finale gegen Manchester City. Für den Rest der Saison übernahm Ryan Mason interimsweise, neuer Cheftrainer wurde daraufhin Nuno Espírito Santo.

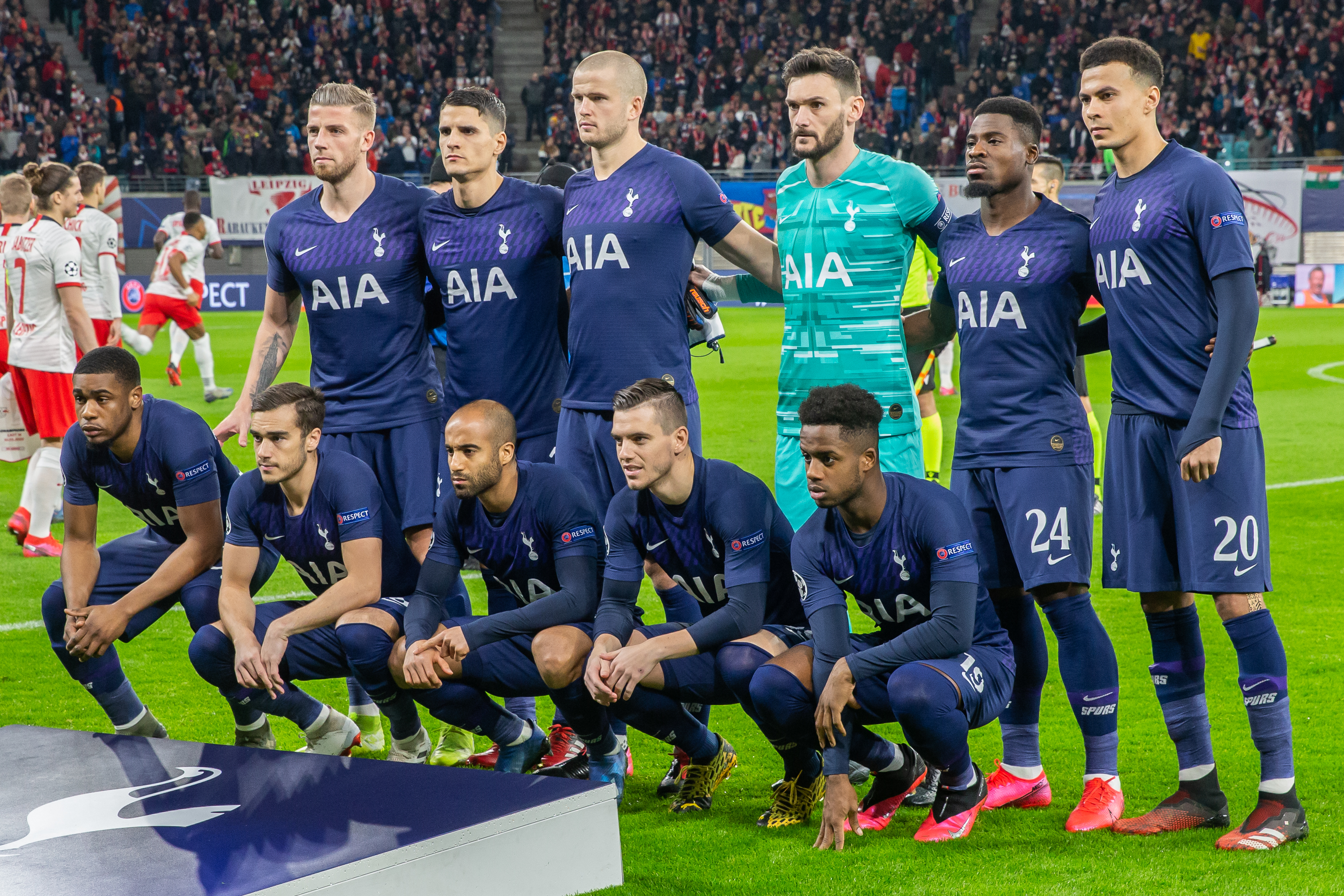
Teamfoto beim Champions-Leaguespiel gegen RB Leipzig im März 2020

Tottenham durfte als Siebtplatzierter auch in der Saison 2021/22 noch europäisch mitwirken, diesmal in der neu gegründeten UEFA Europa Conference League. In der Qualifikation schaltete man Pacos de Ferreira nach einer 0:1-Hinspielniederlage mit 3:0 aus und stieß zur Gruppe G, bestehend aus Vitesse Arnheim, Stade Rennes und NŠ Mura, hinzu. Das letzte Gruppenspiel gegen Rennes wurde am grünen Tisch mit 3:0 für die Franzosen gewertet. Vorausgegangen waren hierbei mehrere COVID-19-Fälle innerhalb der Mannschaft der Spurs. Da man bis zum Fristtermin am 31. Dezember 2021 keinen Ersatztermin ausmachen konnte, wurde das Spiel abgesagt und mit 3:0 für Rennes gewertet. Tottenham war damit als Drittplatzierter ausgeschieden. Für Espirito Santo waren die Tage als Tottenham-Trainer bereits im Oktober 2021 nach einer 0:3-Niederlage gegen Manchester United gezählt. Mit Antonio Conte verpflichtete man den nächsten Erfolgstrainer, unter dem es deutlich stabiler lief. Im League Cup konnte man das Halbfinale erreichen, verlor jedoch beide Spiele gegen den FC Chelsea mit 0:3 im Gesamtscore.
Als Viertplatzierter qualifizierte sich Tottenham zur Saison 2022/23 wieder für die Champions League. Dort traf man in Gruppe D auf Europa-League-Sieger Eintracht Frankfurt sowie Sporting Lissabon und Olympique Marseille. Die Spurs gingen hierbei als Gruppensieger hervor, scheiterten jedoch im Achtelfinale knapp an der AC Mailand. Als man das Hinspiel gegen die Rossoneri mit 0:1 verlor, trennte man sich von Conte und holte Cristian Stellini als neuen Trainer. Auch er konnte jedoch nicht überzeugen und wurde noch vor Saisonende nach einer 1:6-Niederlage gegen Newcastle United entlassen. Erneut musste Ryan Mason die Spurs interimsweise betreuen, die am Ende auf dem achten Tabellenplatz standen und damit erstmals seit 14 Jahren den Europacup verpassten.
Der Start in die Saison 2023/24 verlief mit dem neuen Trainer Ange Postecoglou nach Maß. Zusammen mit dem Erzrivalen FC Arsenal war Tottenham die am längsten ungeschlagene Mannschaft. Erst am 11. Spieltag scheiterte man nach zwei Platzverweisen mit 1:4 gegen den FC Chelsea. Damit verlor Tottenham nicht nur die Tabellenführung, sondern auch alle Champions-League-Plätze aus den Augen. Im Zweikampf um Platz 4 hatte Tottenham gegen Aston Villa die Nase vorn und siegte auch im direkten Duell mit 4:0. Jedoch nahmen die Spurs im Schlussspurt aus sieben Ligaspielen fünf Niederlagen mit und mussten sich schließlich mit Platz 5 und der UEFA Europa League zufriedengeben.

## Emblem
Seit dem FA-Cup-Finale 1901 ziert ein junger Hahn das Emblem von Tottenham. Der Namenspatron Henry Percy war für seine Spurs (engl.: Sporen) sowie für seine Kampfhähne, welche mit den Sporen bestückt waren, bekannt. 1909 machte der ehemalige Spurs-Spieler William James Scott einen Bronzeabdruck eines auf einem Fußball stehenden jungen Hahns, welcher auf der West Stand der White Hart Lane platziert wurde. Seither spielen sowohl der junge Hahn als auch der Fußball eine wichtige Rolle in der Identität der Spurs.
Zwischen 1956 und 2006 prägte man ein Wappen, welches Charakteristika und Assoziationen der Gegend zeigte. Die zwei Löwen an der Flanke entsprangen dem Wappen der Familie Northumberland, welcher große Teile Tottenhams gehörten und zu der auch Henry Percy zählte. Das Schloss spielt auf Bruce Castle an, welches nur wenige Hundert Meter entfernt vom Stadion liegt und heute ein Museum beherbergt. Die dargestellten Bäume zeigen Bäume aus Seven Sisters, nach welchen auch eine U-Bahn-Station sowie eine Hauptverkehrsstraße benannt sind. Außerdem ist das Vereinsmotto Audere est Facere enthalten.
Als Schutz vor Nachahmern und illegalen Kopien ergänzte man 1983 das Emblem durch zwei rote Löwen als Wappentiere sowie eine Schleife hinter dem Vereinsmotto.
Um die Vereinsidentität zu modernisieren, ließ man 2006 ein neues, professionell designtes Emblem entwickeln. Dieses zeigt den Vereinsnamen sowie einen deutlich schlankeren jungen Hahn, der auf einem altmodischen Fußball steht.

## Spielerbekleidung
Tottenham Hotspurs erste Spielerbekleidung bestand aus einheitlich marineblauen Trikots und Shorts, doch bereits nach der ersten Saison gab es in den Folgejahren vielfache Wechsel an Farben und Musterung. 1884 spielten die Spurs in Anlehnung an die Blackburn Rovers in hellblauen Trikots und weißen Shorts. Nach dem Umzug nach Northumberland Park lief man ab 1890 in roten Trikots und blauen Shorts auf. Zwischen 1896 und 1898 trug man braun-golden gestreifte Trikots und schwarze Hosen.
Zur Saison 1899/1900 spielte man erstmals in Anlehnung an den damaligen Double-Gewinner Preston North End in weißen Trikots und marineblauen Shorts. Durch diese Farbkombination werden die Spurs auch mit dem Spitznamen The Lilywhites bezeichnet.
Seit 1939 tragen die Akteure Spielernummern auf dem Rücken, und kurz nach dem Zweiten Weltkrieg wurde der junge Hahn zum ersten Mal auf die Brust gestickt. 1983 wurde Holsten der erste kommerzielle Trikotsponsor der Spurs. Als man 2002 einen Vertrag mit Thomson Holidays unterschrieb, gab es wegen des roten Sponsorenlogos einen Aufschrei der Spurs-Fans, da dieses die Farben des Erzrivalen FC Arsenal symbolisierte. 2006 unterzeichnete man einen Vertrag über 44 Millionen € mit dem Internet-Casino-Anbieter Mansion.

### Ausrüster
- 1978–1980: Admiral
- 1980–1985: Le Coq Sportif
- 1985–1991: Hummel
- 1991–1995: Umbro
- 1995–1999: Pony
- 1999–2002: adidas
- 2002–2006: Kappa
- 2006–2012: Puma
- 2012–2017: Under Armour
- 2017–0000: Nike

### Trikotsponsoren
- 1882–1983: Kein Sponsor
- 1983–1995: Holsten
- 1995–1999: Hewlett-Packard
- 1999–2002: Holsten
- 2002–2006: Thomson Holidays
- 2006–2010: Mansion
- 2010–2011: Autonomy
- 2010–2013: Investec1
- 2011–2013: Aurasma (Tochterunternehmen von Autonomy)
- 2013–2014: Hewlett-Packard[17]
- 2013–0000: AIA Group2[18]

- 1 – Nur in Spielen der Champions League, des FA Cups und des Carling Cups
- 2 – In der Saison 2013/14 nur in Spielen der UEFA Europa League, des FA Cups und des Capital One Cups

## Gesellschafter und Anteile
Seit 2001 ist die vom englischen Milliardär Joe Lewis gegründete Investmentgesellschaft ENIC International Ltd Hauptanteilseigner. Daniel Levy, Lewis’ Partner bei ENIC, ist Vorstandsvorsitzender des Vereins.
Im Juni 2007 erwarb ENIC Anteile in Höhe von 14,7 % vom ehemaligen Vorstandsvorsitzenden Alan Surgar und erhöhte damit den eigenen Anteil der Aktien auf 68 %. Bis 2006 war außerdem Stelios Haji-Ioannou durch Hodram Inc im Besitz von 9,9 % der Aktien, verkaufte den Großteil seiner Anteile jedoch an ENIC, sodass diese der einzige Anteilseigner mit mehr als 3 % sind. Nach dem Jahresbericht des Vereins beträgt der Gesamtanteil von ENIC 82 %.

## Finanzen und Geschäftsdaten
Im Geschäftsjahr 2009/10 konnte der Verein einen neuen Rekordumsatz von knapp 120 Mio. Pfund (141 Mio. Euro) erzielen, fuhr jedoch im gleichen Zeitraum aufgrund von hohen Transferaktivitäten einen Verlust von 6,6 Mio. Pfund (7,6 Mio. Euro) ein. 2010/11 wurde ein neuer Rekordumsatz von 163 Mio. Pfund aufgestellt, womit sich Tottenham weltweit auf Rang 11 der Fußballvereine hinsichtlich Umsatzes befand. 2011/12 sank der Umsatz auf 144 Mio. Pfund, der sechsthöchste Wert in England. Während im Vorjahr ein Gewinn von 400.000 Pfund erwirtschaftet wurde, verbuchte man 2012 einen operativen Verlust von 7 Mio. Pfund. Die Gehaltszahlungen lagen 2012 bei 90 Mio. Pfund (63 % des Gesamtumsatzes), ebenfalls die sechsthöchsten in England. Der Nettoschuldenstand betrug 70 Mio. Pfund. In der Saison 2017/18 erzielte der Verein einen Rekordgewinn von 131,6 Mio. Euro bei einem Umsatz von 443,5 Mio. Euro. 2019 wurde der Wert des Vereins auf 1,6 Mrd. US-Dollar geschätzt, Platz 9 unter allen Fußballklubs.
Die White Hart Lane wurde zum Saisonende 2017 abgerissen und wird durch den Neubau Tottenham Hotspur Stadium für etwa 870 Mio. Euro und einer Kapazität von mittlerweile 62.850 Zuschauern ersetzt. Die Eröffnungstermine für den 15. September sowie den 28. Oktober 2018 mussten verschoben werden. Damit die Fans den Besuch der Heimspiele planen können, werden alle Partien 2018 im Wembley-Stadion ausgetragen. Die Eröffnung fand am 3. April 2019 gegen Crystal Palace statt. Die erheblichen Verzögerungen ließen die Gesamtkosten für den Stadionbau auf über 1,1 Mrd. Euro anwachsen. Um die Kosten bewältigen zu können, hat der Club seine Kreditgeber um eine Aufstockung des Darlehens um 113 Mio. Euro gebeten. Insgesamt liegen die Verbindlichkeiten der Spurs durch den Bau bei 567 Millionen Euro.

## Erfolge

### International
- Europapokal der Pokalsieger: 1963
- UEFA-Pokal/UEFA Europa League: (3) 1972, 1984, 2025

### National
- Meister der First Division: (2) 1950/51, 1960/61
- Meister der Second Division: (2) 1920, 1950
- FA Cup: (8) 1901, 1921, 1961, 1962, 1967, 1981, 1982, 1991
- Ligapokal: (4) 1971, 1973, 1999, 2008
- FA Community Shield: (7) 1921, 1951, 1962, 1963, 1968, 1982, 1991

## Cheftrainer
| Zeitraum  | Trainer                       |
| --------- | ----------------------------- |
| 1889–1899 | Frank Brettell                |
| 1899–1907 | John Cameron                  |
| 1907–1912 | Fred Kirkham                  |
| 1912–1927 | Peter McWilliams              |
| 1927–1930 | Billy Minter                  |
| 1930–1935 | Percy Smith                   |
| 1935      | Wally Hardinge                |
| 1935–1938 | Jack Tresadern                |
| 1938–1942 | Peter McWilliams              |
| 1942–1946 | Arthur Turner                 |
| 1946–1949 | Joe Hulme                     |
| 1949–1955 | Arthur Rowe                   |
| 1955–1958 | Jimmy Anderson                |
| 1958–1974 | Bill Nicholson                |
| 1974–1976 | Terry Neill                   |
| 1976–1984 | Keith Burkinshaw              |
| 1984–1986 | Peter Shreeves                |
| 1986–1987 | David Pleat                   |
| 1987      | Trevor Hartley (Interim)      |
| 1987      | Doug Livermore (Interim)      |
| 1987–1991 | Terry Venables                |
| 1991–1992 | Peter Shreeves                |
| 1992–1993 | Doug Livermore & Ray Clemence |
| 1993–1994 | Osvaldo Ardiles               |

| Zeitraum  | Trainer              |
| --------- | -------------------- |
| 1994      | Steve Perryman       |
| 1994–1997 | Gerry Francis        |
| 1997–1998 | Christian Gross      |
| 1998      | David Pleat          |
| 1998–2001 | George Graham        |
| 2001      | David Pleat          |
| 2001–2003 | Glenn Hoddle         |
| 2003–2004 | David Pleat          |
| 2004      | Jacques Santini      |
| 2004–2007 | Martin Jol           |
| 2007      | Clive Allen          |
| 2007–2008 | Juande Ramos         |
| 2008–2012 | Harry Redknapp       |
| 2012–2013 | André Villas-Boas    |
| 2013–2014 | Tim Sherwood         |
| 2014–2019 | Mauricio Pochettino  |
| 2019–2021 | José Mourinho        |
| 2021      | Ryan Mason (interim) |
| 2021      | Nuno Espírito Santo  |
| 2021–2023 | Antonio Conte        |
| 2023      | Cristian Stellini    |
| 2023      | Ryan Mason (interim) |
| 2023–2025 | Ange Postecoglou     |
| 2025–     | Thomas Frank         |

## Kader der Saison 2024/25

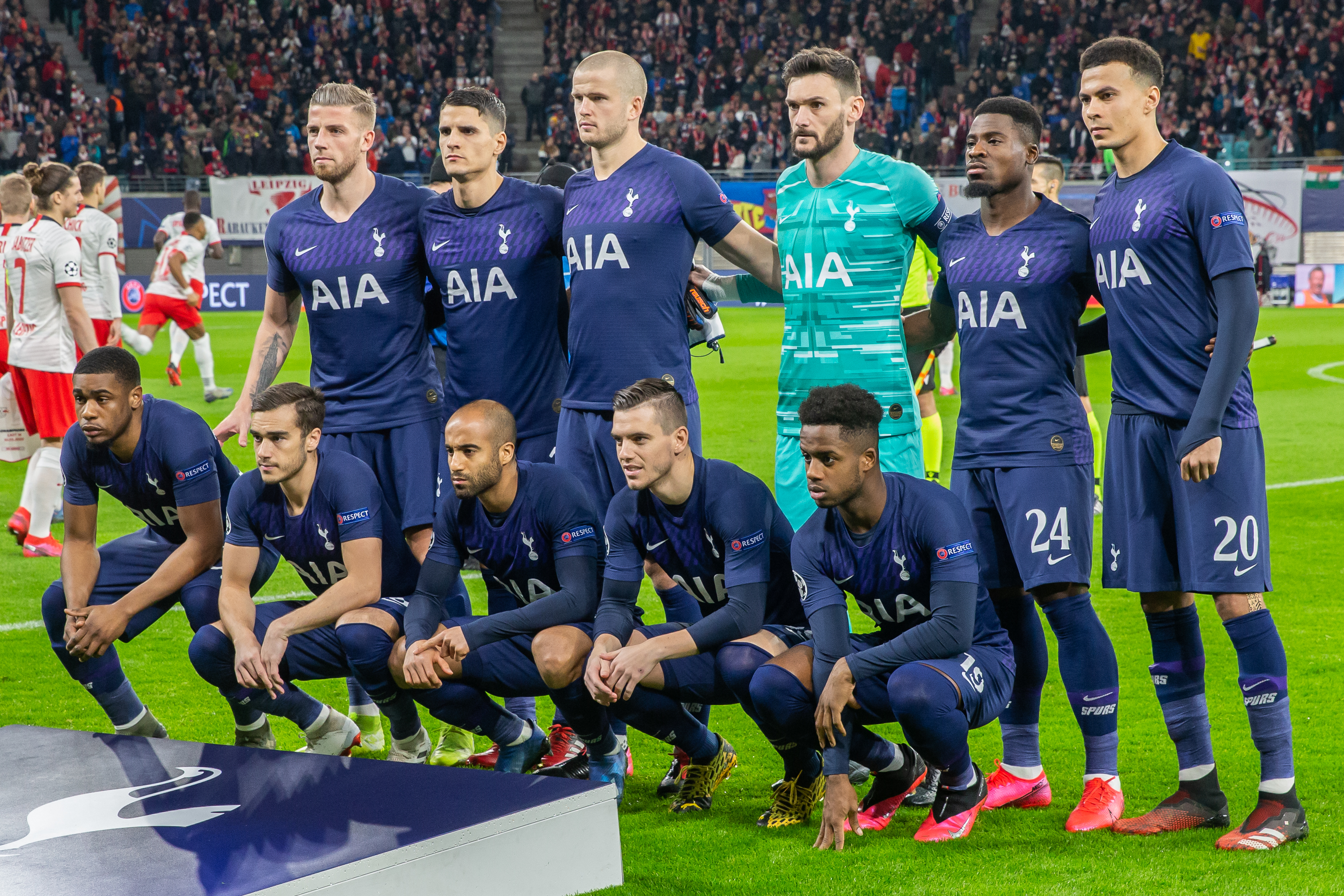
Startelf im März 2020

Stand: 23. April 2025
| Nr.        | Nat.             | Name              | Geburtstag    | im Verein seit |
| Tor        | Tor              | Tor               | Tor           | Tor            |
| ---------- | ---------------- | ----------------- | ------------- | -------------- |
| 01         | Italien          | Guglielmo Vicario | 7. Okt. 1996  | 2023           |
| 20         | England          | Fraser Forster    | 17. März 1988 | 2022           |
| 31         | Tschechoslowakei | Antonín Kinský    | 13. März 2003 | 2025           |
| 40         | England          | Brandon Austin    | 8. Jan. 1999  | 2021           |
| 41         | England          | Alfie Whiteman    | 2. Okt. 1998  | 2019           |
| Abwehr     |                  |                   |               |                |
| 03         | Spanien          | Sergio Reguilón   | 16. Dez. 1996 |                |
| 04         | Osterreich       | Kevin Danso       | 19. Sep. 1998 | 2025           |
| 06         | Rumänien         | Radu Drăgușin     | 3. Feb. 2002  | 2024           |
| 13         | Italien          | Destiny Udogie    | 28. Nov. 2002 | 2022           |
| 17         | Argentinien      | Cristian Romero   | 27. Apr. 1998 | 2021           |
| 23         | Spanien          | Pedro Porro       | 13. Sep. 1999 | 2023           |
| 24         | England          | Djed Spence       | 9. Aug. 2000  | 2024           |
| 33         | Wales            | Ben Davies        | 24. Apr. 1993 | 2014           |
| 37         | Niederlande      | Micky van de Ven  | 19. Apr. 2001 | 2023           |
| Mittelfeld |                  |                   |               |                |
| 08         | Mali             | Yves Bissouma     | 30. Aug. 1996 | 2022           |
| 10         | England          | James Maddison    | 23. Nov. 1996 | 2023           |
| 14         | England          | Archie Gray       | 12. März 2006 | 2024           |
| 15         | Schweden         | Lucas Bergvall    | 2. Feb. 2006  | 2024           |
| 29         | Senegal          | Pape Sarr         | 14. Sep. 2002 | 2021           |
| 30         | Uruguay          | Rodrigo Bentancur | 25. Juni 1997 | 2022           |
| Sturm      |                  |                   |               |                |
| 07         | Korea Sud        | Heung-Min Son     | 8. Juli 1992  | 2015           |
| 09         | Brasilien        | Richarlison       | 10. Mai 1997  | 2022           |
| 11         | Frankreich       | Mathys Tel        | 27. Apr. 2005 | 2025           |
| 16         | Deutschland      | Timo Werner       | 6. März 1996  | 2024           |
| 19         | England          | Dominic Solanke   | 14. Sep. 1997 | 2024           |
| 21         | Schweden         | Dejan Kulusevski  | 25. Apr. 2000 | 2022           |
| 22         | Wales            | Brennan Johnson   | 23. Mai 2001  | 2023           |
| 28         | Frankreich       | Wilson Odobert    | 28. Nov. 2004 | 2024           |
| 44         | England          | Dane Scarlett     | 24. März 2004 | 2023           |
| 47         | England          | Mikey Moore       | 11. Aug. 2007 | 2024           |

## Jugendarbeit
In der Tottenham Hotspur Academy spielen ungefähr 150 Jugendspieler zwischen 8 und 18 Jahren. Sie erhalten Stipendien und werden rund um die Uhr im Vereinseigenen Internat betreut. Bekannte Spieler aus dem Jugendprogramm sind Glenn Hoddle, Ledley King, Peter Crouch, Stephen Carr, Nick Barmby, Ian Walker, Sol Campbell, Luke Young und Harry Kane, die alle im Laufe ihrer Karriere zu Nationalspielern ihres jeweiligen Landes wurden. In den Jahren 1970, 1974 und 1990 gewann man den FA Youth Cup.
Die U-21 ist für Jugendspieler gedacht, die bereits weiter in ihrer Entwicklung sind und ermöglicht ihnen in der U-21 Premier League (bis 2012 Premier Reserve League) einen geregelten, an die spätere Profiliga erinnernden Spielbetrieb gegen andere U-21-Mannschaften englischer Erst- und Zweitligavereine. Es finden sich in der U-21 zudem vermehrt Spieler, die nicht mehr dem Jugendprogramm entstammen, sondern extern verpflichtet wurden. Auch können Spieler aus dem Profikader in der U-21 Spielpraxis sammeln, wenn sie von Verletzungen zurückkehren.

## Anhängerschaft
Die Anhänger der Spurs bezeichnen sich selbst mit dem Begriff Yid Army. Dieser Begriff war ursprünglich von Fans gegnerischer Klubs als antisemitische Beleidigung benutzt worden, da der Verein traditionell mit der jüdischen Bevölkerung in der Hauptstadt assoziiert wird, auch wenn die historische jüdische Unterstützung des Vereins nicht aus Tottenham, sondern aus dem Osten der Stadt kam. Kritiker sind der Ansicht, dass die Bezeichnung „Yid“ überhaupt nicht in Stadien verwendet werden soll. Diese Selbstbezeichnung von (nicht-jüdischen) Fans könne dazu führen, dass gegnerische Anhänger sich legitimiert sehen, diesen Begriff verstärkt als Schimpfwort zu benutzen. Im Oktober 2013 wurde ein Spurs-Anhänger verhaftet, nachdem der englische Fußballverband darauf hingewiesen hatte, dass die Verwendung des Begriffs rechtliche Folgen haben würde.

## Hall of Fame
Die folgenden Spieler wurden aufgrund ihrer Leistungen für den Verein in die Tottenham Hotspur Hall of Fame aufgenommen.
- Steve Perryman
- Arthur Grimsdell
- Jimmy Dimmock
- Bill Nicholson
- Ron Burgess
- Ted Ditchburn
- Peter Baker
- Danny Blanchflower
- Maurice Norman
- Bobby Smith
- Terry Medwin
- Mike England
- Cliff Jones
- Les Allen
- Bill Brown
- Dave Mackay
- John White
- Terry Dyson
- Ron Henry
- Pat Jennings
- Alan Mullery
- Martin Peters
- Keith Burkinshaw
- Glenn Hoddle
- Gary Mabbutt
- Paul Gascoigne
- Gary Lineker
- Martin Chivers
- Jimmy Greaves
- Ricardo Villa
- Osvaldo Ardiles
- Clive Allen
- Teddy Sheringham
- Paul Allen
- Chris Waddle
- David Ginola
- Steffen Freund
- Darren Anderton

## Spurs Player of the Year (seit 1987)
Der Spieler des Jahres wird von den Vereinsmitgliedern und Dauerkartenbesitzern gewählt. Bis 2004 wählte man den besten Spieler des Kalenderjahres. Seit der Saison 2005/06 erfolgt die Wahl für den Spieler der Saison.
| Jahr | Gewinner        |
| ---- | --------------- |
| 1987 | Gary Mabbutt    |
| 1988 | Chris Waddle    |
| 1989 | Erik Thorstvedt |
| 1990 | Paul Gascoigne  |
| 1991 | Paul Allen      |
| 1992 | Gary Lineker    |

| Jahr | Gewinner         |
| ---- | ---------------- |
| 1993 | Darren Anderton  |
| 1994 | Jürgen Klinsmann |
| 1995 | Teddy Sheringham |
| 1996 | Sol Campbell     |
| 1997 | Sol Campbell     |
| 1998 | David Ginola     |

| Jahr | Gewinner      |
| ---- | ------------- |
| 1999 | Stephen Carr  |
| 2000 | Stephen Carr  |
| 2001 | Neil Sullivan |
| 2002 | Simon Davies  |
| 2003 | Robbie Keane  |
| 2004 | Jermain Defoe |

| Saison  | Gewinner         |
| ------- | ---------------- |
| 2005/06 | Robbie Keane     |
| 2006/07 | Dimitar Berbatow |
| 2007/08 | Robbie Keane     |
| 2008/09 | Aaron Lennon     |
| 2009/10 | Michael Dawson   |
| 2010/11 | Luka Modrić      |

| Jahr    | Gewinner          |
| ------- | ----------------- |
| 2011/12 | Kyle Walker       |
| 2012/13 | Gareth Bale       |
| 2013/14 | Christian Eriksen |
| 2014/15 | Harry Kane        |
| 2015/16 | Toby Alderweireld |
| 2016/17 | Christian Eriksen |

| Jahr    | Gewinner       |
| ------- | -------------- |
| 2017/18 | Jan Vertonghen |
| 2018/19 | Heung-min Son  |
| 2019/20 | Heung-min Son  |
| 2020/21 | Harry Kane     |
| 2021/22 | Heung-min Son  |
| 2022/23 | Harry Kane     |

| Jahr    | Gewinner         |
| ------- | ---------------- |
| 2023/24 | Micky van de Ven |

## Statistiken und Rekorde

### Vereinsstatistiken
- Höchste Zuschauerzahl – 85.512  gegen Bayer 04 Leverkusen, UEFA Champions League, 2. November 2016
- Höchster Meisterschaftssieg – 9:0 gegen Bristol Rovers, Second Division, 22. Oktober 1977
- Höchste Meisterschaftsniederlage – 0:7 gegen FC Liverpool, First Division, 2. September 1978
- Höchster Premier-League-Sieg – 9:1 gegen Wigan Athletic, 22. November 2009
- Höchste Premier-League-Niederlage – 1:7 gegen Newcastle United, 28. Dezember 1996
- Höchster Pokalsieg – 13:2 gegen Crewe Alexandra, FA Cup, 3. Februar 1960
- Höchste Pokalniederlage – 0:8 gegen 1. FC Köln, UEFA Intertoto Cup, 22. Juli 1995
- Die meisten Punkte in einer Saison (2 pro Sieg) – 70 in 42 Spielen, Second Division, Saison 1919/20
- Die meisten Punkte in einer Saison (3 pro Sieg, 42 Spiele) – 77, First Division, Saison 1984/85
- Die meisten Punkte in einer Saison (3 pro Sieg, 38 Spiele) – 86, Premier League, Saison 2016/17
- Die meisten in einer Meisterschaftssaison erzielten Tore – 115 in 42 Spielen, First Division, Saison 1960/61
- Teuerster Spielerverkauf – 100 Mio. €, Harry Kane an FC Bayern München, August 2023
- Teuerste Spielerverpflichtung – 65 Mio. €, Tanguy Ndombele von Olympique Lyon, Juli 2019

### Spielerstatistiken
- Spieler mit den meisten Toren in einer Saison – 49, Clive Allen, Saison 1986/87
- Spieler mit den meisten Ligatoren für Tottenham – 220, Jimmy Greaves, 1961–1970
- Spieler mit den meisten Ligaspielen für Tottenham – 655, Steve Perryman, 1969–1986

### Erstklassigkeit
- 1909/10 – 1914/15
- 1920/21 – 1927/28
- 1933/34 – 1934/35
- 1950/51 – 1976/77
- 1978/79 – heute

### Premier League
Tottenham ist Premier-League-Mitglied seit deren Gründung zur Saison 1992/93. Die beste Platzierung gelang in der Spielzeit 2016/17, als man Zweiter wurde.
| Saison  | Platz | Spiele | Siege | Unentschieden | Niederlagen | Tore | Gegentore | Punkte |
| ------- | ----- | ------ | ----- | ------------- | ----------- | ---- | --------- | ------ |
| 1992/93 | 08.   | 42     | 16    | 11            | 15          | 60   | 66        | 59     |
| 1993/94 | 15.   | 42     | 11    | 12            | 19          | 54   | 59        | 45     |
| 1994/95 | 07.   | 42     | 16    | 14            | 12          | 66   | 58        | 62     |
| 1995/96 | 08.   | 38     | 16    | 13            | 09          | 50   | 38        | 61     |
| 1996/97 | 10.   | 38     | 13    | 07            | 18          | 44   | 51        | 46     |
| 1997/98 | 14.   | 38     | 11    | 11            | 16          | 44   | 56        | 44     |
| 1998/99 | 11.   | 38     | 11    | 14            | 13          | 47   | 50        | 47     |
| 1999/00 | 10.   | 38     | 15    | 08            | 15          | 57   | 49        | 53     |
| 2000/01 | 12.   | 38     | 13    | 10            | 15          | 47   | 54        | 49     |
| 2001/02 | 09.   | 38     | 14    | 08            | 16          | 49   | 53        | 50     |
| 2002/03 | 10.   | 38     | 14    | 08            | 16          | 51   | 62        | 50     |
| 2003/04 | 14.   | 38     | 13    | 06            | 19          | 47   | 57        | 45     |
| 2004/05 | 09.   | 38     | 14    | 10            | 14          | 47   | 41        | 52     |
| 2005/06 | 05.   | 38     | 18    | 11            | 09          | 53   | 38        | 65     |
| 2006/07 | 05.   | 38     | 17    | 09            | 12          | 57   | 54        | 60     |
| 2007/08 | 11.   | 38     | 11    | 13            | 14          | 66   | 61        | 46     |
| 2008/09 | 08.   | 38     | 14    | 09            | 15          | 45   | 45        | 51     |
| 2009/10 | 04.   | 38     | 21    | 07            | 10          | 67   | 41        | 70     |
| 2010/11 | 05.   | 38     | 16    | 14            | 08          | 55   | 46        | 62     |
| 2011/12 | 04.   | 38     | 20    | 09            | 09          | 66   | 41        | 69     |
| 2012/13 | 05.   | 38     | 21    | 09            | 08          | 66   | 46        | 72     |
| 2013/14 | 06.   | 38     | 21    | 06            | 11          | 55   | 51        | 69     |
| 2014/15 | 05.   | 38     | 19    | 07            | 12          | 58   | 53        | 64     |
| 2015/16 | 03.   | 38     | 19    | 13            | 06          | 69   | 35        | 70     |
| 2016/17 | 02.   | 38     | 26    | 08            | 04          | 86   | 26        | 86     |
| 2017/18 | 03.   | 38     | 23    | 08            | 07          | 74   | 36        | 77     |
| 2018/19 | 04.   | 38     | 23    | 02            | 13          | 67   | 39        | 71     |
| 2019/20 | 06.   | 38     | 16    | 11            | 11          | 61   | 47        | 59     |
| 2020/21 | 07.   | 38     | 18    | 08            | 12          | 68   | 45        | 62     |

### Toptorschützen nach Saison
| Saison  | Spieler                       | Tore gesamt | Liga  | Pokal | Europapokal |
| ------- | ----------------------------- | ----------- | ----- | ----- | ----------- |
| 1970/71 | Martin Chivers                | 29          | 22    | 07    | 0           |
| 1971/72 | Martin Chivers                | 42          | 25    | 09    | 08          |
| 1972/73 | Martin Chivers                | 33          | 17    | 08    | 08          |
| 1973/74 | Martin Chivers                | 23          | 17    | 0     | 06          |
| 1974/75 | John Duncan                   | 12          | 12    | 0     | 0           |
| 1975/76 | John Duncan                   | 25          | 20    | 05    | 0           |
| 1976/77 | Chris Jones                   | 09          | 09    | 0     | 0           |
| 1977/78 | John Duncan                   | 20          | 16    | 04    | 0           |
| 1978/79 | Peter Taylor                  | 12          | 11    | 01    | 0           |
| 1979/80 | Glenn Hoddle                  | 22          | 19    | 03    | 0           |
| 1980/81 | Steve Archibald               | 25          | 20    | 05    | 0           |
| 1981/82 | Garth Crooks                  | 18          | 13    | 03    | 02          |
| 1982/83 | Steve Archibald Garth Crooks  | 15          | 11 08 | 02 04 | 02 03       |
| 1983/84 | Steve Archibald               | 28          | 21    | 02    | 05          |
| 1984/85 | Mark Falco                    | 29          | 22    | 03    | 04          |
| 1985/86 | Mark Falco                    | 21          | 19    | 02    | 0           |
| 1986/87 | Clive Allen                   | 49          | 33    | 16    | 0           |
| 1987/88 | Clive Allen                   | 13          | 11    | 02    | 0           |
| 1988/89 | Chris Waddle                  | 14          | 14    | 0     | 0           |
| 1989/90 | Gary Lineker                  | 26          | 24    | 02    | 0           |
| 1990/91 | Gary Lineker Paul Gascoigne   | 19          | 15 07 | 04 12 | 0           |
| 1991/92 | Gary Lineker                  | 35          | 28    | 05    | 02          |
| 1992/93 | Teddy Sheringham              | 28          | 21    | 07    | 0           |
| 1993/94 | Teddy Sheringham              | 16          | 14    | 02    | 0           |
| 1994/95 | Jürgen Klinsmann              | 29          | 20    | 09    | 0           |
| 1995/96 | Teddy Sheringham              | 24          | 16    | 08    | 0           |
| 1996/97 | Teddy Sheringham              | 08          | 07    | 01    | 0           |
| 1997/98 | Jürgen Klinsmann David Ginola | 09 09       | 09 06 | 0 3   | 0           |
| 1998/99 | Steffen Iversen               | 13          | 09    | 04    | 0           |
| 1999/00 | Steffen Iversen               | 17          | 14    | 02    | 01          |
| 2000/01 | Serhij Rebrow                 | 12          | 09    | 03    | 01          |
| 2001/02 | Gustavo Poyet                 | 14          | 10    | 04    | 0           |
| 2002/03 | Teddy Sheringham Robbie Keane | 13          | 12 13 | 01 0  | 0           |
| 2003/04 | Robbie Keane                  | 16          | 14    | 02    | 0           |
| 2004/05 | Jermain Defoe                 | 22          | 13    | 09    | 0           |
| 2005/06 | Robbie Keane                  | 16          | 16    | 0     | 0           |
| 2006/07 | Dimitar Berbatow              | 23          | 12    | 04    | 07          |
| 2007/08 | Dimitar Berbatow Robbie Keane | 23          | 15    | 04 03 | 04 05       |
| 2008/09 | Darren Bent                   | 17          | 12    | 01    | 04          |
| 2009/10 | Jermain Defoe                 | 24          | 18    | 06    | 0           |
| 2010/11 | Rafael van der Vaart          | 15          | 13    | 0     | 02          |
| 2011/12 | Emmanuel Adebayor             | 18          | 17    | 01    | 0           |
| 2012/13 | Gareth Bale                   | 26          | 21    | 02    | 03          |
| 2013/14 | Emmanuel Adebayor             | 13          | 11    | 0     | 02          |
| 2014/15 | Harry Kane                    | 28          | 21    | 0     | 07          |
| 2015/16 | Harry Kane                    | 28          | 25    | 01    | 02          |
| 2016/17 | Harry Kane                    | 35          | 29    | 04    | 02          |
| 2017/18 | Harry Kane                    | 41          | 30    | 04    | 07          |
| 2018/19 | Harry Kane                    | 24          | 17    | 02    | 05          |
| 2019/20 | Harry Kane                    | 24          | 18    | 0     | 06          |

### Top 10 Torschützen aller Zeiten
| Spieler          | Spiele für Tottenham | Tore gesamt | Liga |
| ---------------- | -------------------- | ----------- | ---- |
| Harry Kane       | 435                  | 280         | 213  |
| Jimmy Greaves    | 379                  | 266         | 220  |
| Bobby Smith      | 317                  | 208         | 176  |
| Martin Chivers   | 367                  | 174         | 118  |
| Cliff Jones      | 378                  | 159         | 135  |
| Jermain Defoe    | 358                  | 139         | 091  |
| George Hunt      | 198                  | 137         | 124  |
| Len Duquemin     | 307                  | 134         | 114  |
| Alan Gilzean     | 439                  | 133         | 093  |
| Teddy Sheringham | 277                  | 124         | 097  |